# Arcideg
Több funkcióval és gazdag ágrendszerrel bíró agyideg. Mozgatóan beidegzi az arc mimikai izomzatát, a nyelv elülső kétharmadának specifikus (ízérző) idegellátását biztosítja az egyik ága (chorda tympani). A fültőmirigy kivételével a nagy (és apró, elszórt) nyálmirigyek fő szekretoros idege.

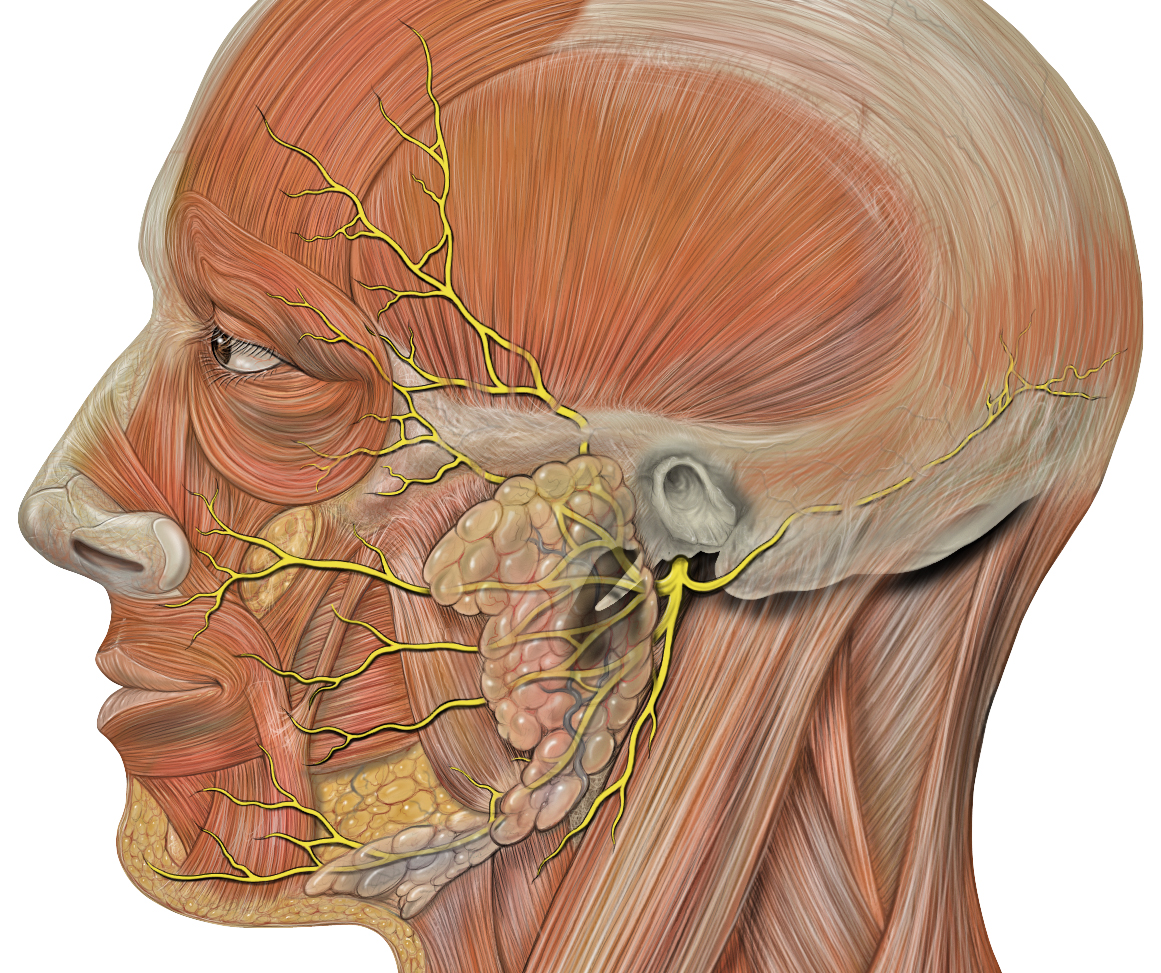
Az arcideg ágai.

Az arcideg (nervus facialis, VII. agyideg) motoros és ízérző paraszimpatikus ideg.

## Az arcideg magvai
Az arcidegnek három magja van: a (1) a fő motoros mag (nucleus motorius principalis), a (2) a paraszimpatikus mag (nucleus parasympathicus), és az (3) érző mag (nucleus sensorius). A fő motoros mag mélyen a hálózatos állományban formatio reticularis helyezkedik el a híd alsó részén. A magnak az a része, amelyik az a felső arcizmokat látja el, mindkét oldali agyféltekéből kap corticonuclearis rostokat. A magnak az a része, amely az arc alsó részének izmait idegzi be, csak az ellen oldali agyféltekéből kap corticonuclearis rostokat. Ezek a beidegzési útvonalak megmagyarázzák az arcizomzat akaratlagos kontrollját. Ugyanakkor (más), nem akaratlagos beidegzési (útvonalak) is léteznek; ezek az előbbitől különállóak és az (arckifejezés; mimika) érzelmi változásait kontrollálják.  Ez a másik útvonal a hálózatos állomány része. A paraszimpatikus magok a fő motoros magtól posterolateralisan helyezkednek el. Ezek a felső nyálelválasztást szabályozó mag (nucleus salivatorius superior) és a könnyelválasztást szabályozó magok (nucleus lacrimalis). A nucleus salivatorius superior afferens rostokat kap a hipotalamuszból a leszálló autonóm pályákon keresztül. A szájüregben érzett ízekről az ízérző magból (nucleus tractus solitarius) kap információkat. A nucleus lacrimalis afferens rostokat kap a hipotalamuszból az érzelmi válaszokhoz, és a trigeminus érző magjaiból a szaruhártyát vagy a kötőhártyát ért izgató hatásokra történő reflexes könnyelválasztáshoz. Az ízérző mag (nucleus sensorius) felső része a nucleus tractus solitariinak és szorosan a motoros mag közelében helyezkedik el. Az ízérzés idegi ingerületei azoknak az idegsejteknek a perifériás axonjain futnak, amelyek a hetedik agyideg térdi dúcában (ganglion geniculi) találhatók. Ezeknek az idegsejteknek a centrális nyúlványa szinapszist képez a mag sejtjeivel. Az efferens rostok átkereszteződnek a középsíkon és felszállnak az ellen oldali talamuszhoz. A talamusz sejtjeiből kiinduló axonok az agykéreg ízérző mezőjén végződnek a hátsó központi tekervény (gyrus postcentralis) alsó részén.

## Az arcideg gyökerei, lefutása
Az arcidegnek motoros és érző gyökere van. A motoros gyökér rostjai először hátulról elhaladnak a távolító ideg magjának oldalán, majd megkerülik azt (belső térd), ami a negyedik agykamra alján kiemelkedést okoz (colliculus facialis), végül előre futnak és kilépnek az agytörzsből. Az érző gyökeret (nervus intermedius) a (ganglion geniculi) pszeudounipoláris sejtjeinek centralis nyúlványai alkotják. Ugyancsak benne futnak a paraszimpatikus magokból kiinduló efferens preganglionaris paraszimpatikus rostok. A nervus facialis két gyökere az agy elülső felszínén lép elő a híd és a nyúltvelő között. A hátulsó koponyagödörben laterális irányba futnak a nervus vestibulocochlearis ideggel együtt és belépnek a halántékcsont sziklacsonti részén a belső hallójáratba (meatus acusticus internus). A meatus alján az ideg belép saját csontos csatornájába (canalis nervi facialis) és oldalirányba fut a belső fülön keresztül. A dobüreg (cavum tympani) mediális falát elérve az ideg megvastagodik, mert itt van érző dúca  (ganglion geniculi). A dobüreg hátsó falánál az ideg lefelé fordul és kilép a külső koponyaalapi nyílásán (foramen stylomastoideum).

## Az arcideg beidegzési területe
A nucleus motorius ellátja az arc mimikai izmait, a fül izmait, a stapediust, a digastricus hátsó hasát és a stylohyoideust. A nucleus salivatorius superior beidegzi a nyálmirigyek közül az állkapocs alatti mirigyet (glandula submandibularis) és a nyelv alatti mirigyet (glandula sublingualis), valamint az orrüreg és szájpad kis nyálmirigyeit. A nucleus lacrimalis a könnymirigyet (glandula lacrimalis) idegzi be. A (nucleus sensorius) ízérző rostokat kap a nyelv elülső kétharmadából, a szájfenékből és a szájpadból.